# 景梅九

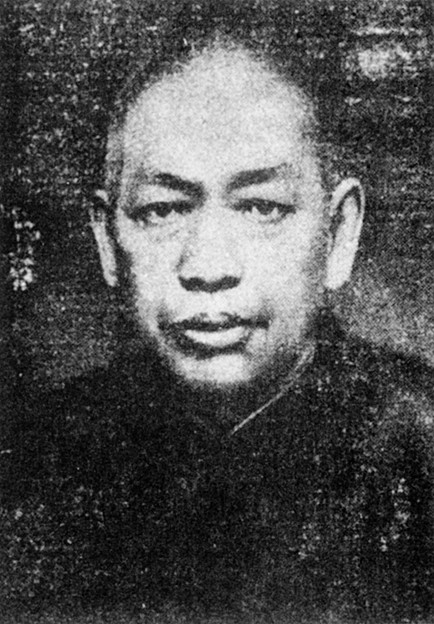

景梅九（1882年—1961年），名定成，字梅九，以字行，笔名老梅、灭奴又一人，晚号无碍居士。山西安邑城关（今属山西运城市盐湖区）人。中国民主革命家，中华民国及中华人民共和国政治家、学者、诗人、文学家、书法家、红学家、翻译家，世界语者。

## 生平
景梅九7岁入私塾， 10岁通五经 ，13岁和父亲同年入泮（成为生员）。清朝光绪二十三年（1897年）他到太原，入晋阳书院、山西大学堂西斋。光绪二十七年（1901年），清廷命山西选五名学生入京师大学堂，景梅九为其中之一。光绪二十八年（1902年），他奉派留学日本，入东京帝国大学预科。在日本期间，他加入中国同盟会并任山西分会评议部部长。光绪三十四年（1908年），他从东京帝国大学预科毕业，和井勿幕回国，到陕西西安，任教于陕西高等学堂。其间，他和马开臣、李异材、李桐轩、王一山等陕西人秘密聚会，组建了中国同盟会陕西分会，李异材任会长，景梅九拟定了革命密约。此后他回到日本，向中国同盟会总部报告西北革命情况，和宋教仁、景耀月等人分析部署革命活动。
回到中国后，宣统三年（1911年）初，他在北京编辑出版《国风日报》。辛亥革命太原光复后，他受山西同盟会邀请，从北京回到山西，任山西军政府政事部部长。1912年中华民国成立，他改任山西稽勋局局长，并于1913年当选民元国会众议院议员。1915年，袁世凯解散国会，命令缉捕景梅九。他遂回到山西，因山西都督阎锡山已投靠袁世凯，遂又到陕西三原，随即和李岐山、邓宝珊、续范亭在白水曹世英家会盟，组建西北护国军，呼应孙中山、蔡锷、李烈钧等。
1916年，袁世凯称帝。景梅九拟《讨袁世凯檄文》，并为此被捕，解往北京关押，直到袁世凯逝世后方获释。1923年，他在广州参加中国国民党改组会议，拥护联俄、联共、扶助农工三大政策。后来，冯玉祥、胡景翼率国民军在河南反直系吴佩孚，景梅九在胡景翼部任职。四一二事变时，他在庐山避难，不久回到太原，策动反蒋。1930年，他回到家乡，纂修《安邑县志》。1934年，他被杨虎城邀请到陕西，创办国学社，出版《出路》杂志，执教陕西商业专科学校。
抗日战争爆发后，中国共产党决定在西安创办一家民间报纸，宣传该党的团结抗日主张。南汉宸等请景梅九任报社社长，重新设立《国风日报》。1938年7月，八路军总司令朱德自太行山抗日前线回延安，8月中旬经过西安，杨明轩在莲湖公园设宴招待，请林伯渠、景梅九等人作陪。景梅九即席作《赠朱德将军》诗四首，其中一首为：
百战归来意态闲
当筵说笑露欢颜
迂回周转八千里
干羽而今驻历山
他后来还和韩望尘、刘文伯等一共八人为延安捐赠图书五马车。毛泽东称他们为“长安八大家”，并指示有关方面每月与他们联系一次。1947年夏，景梅九率请愿团到南京要求撤换阎锡山，但未成功，遂与蒋介石决裂，到上海参加李济深、蔡廷锴等发起成立的中国国民党革命委员会（民革），任第一届民革中央监察委员。
中华人民共和国成立前夕，他受到林伯渠、董必武、李济深联名邀请赴北京，但他因病未去。后来他当选为西安市人民代表、第一届陕西省政协委员，任西北历史文物研究委员会委员、陕西省文史研究馆馆员。1951年11月8日，他70岁时到甘肃天水参加土地改革，写下《参加天水土改纪行俚句》25首。
1961年，景梅九病逝。

## 学术贡献
景梅九是著名的学者、诗人、文学家、书法家。在文字训诂方面和章太炎并称“南章北景”。他还曾著有辛亥革命回忆录《罪案》。他的《〈石头记〉 真谛》 一书是红学研究的早期专著之一。他精通日语、英语及世界语，是中国研究世界语的先驱之一。

## 著作
- 〈石头记〉 真谛
- 景梅九，罪案，京津印书局，1924年
- 他曾翻译但丁的《神曲》、托尔斯泰的剧本《救赎》和泰戈尔的小说《家庭与世界》。

## 后裔
景克宁 原名景彦良，著名学者、教育艺术家。 乃是其直系孙辈，在抗战后，随着山西籍师生流亡至陕西省汉中市洋县的国立七中就读。